# Luigi Rossi (pittore)
Luigi Rossi (Cassarate, 10 marzo 1853 – Tesserete, 6 agosto 1923) è stato un pittore e illustratore svizzero-italiano.

## Biografia

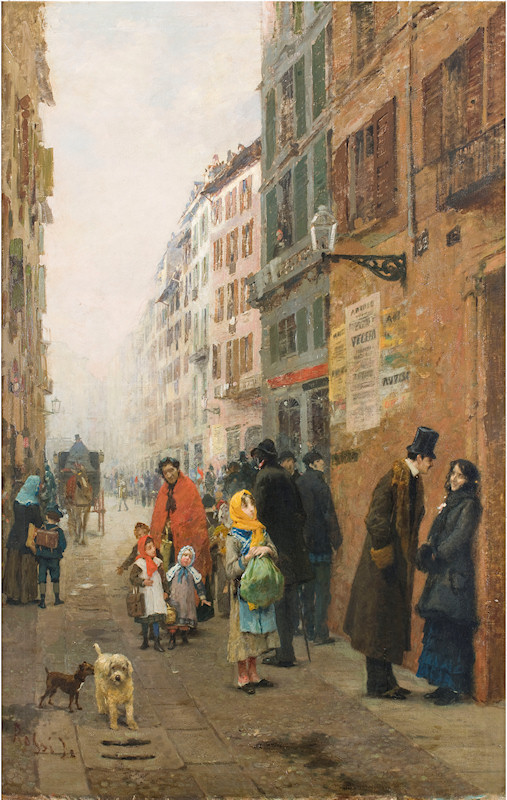
Una via di Milano, 1881 ca. (Fondazione Cariplo)

La sua formazione avviene all'Accademia di Belle Arti di Brera sotto la guida di Giuseppe Bertini, dove ha come compagni di corso Eugenio Gignous, Cesare Tallone, Achille Tominetti. Esordisce nel 1871, inaugurando un repertorio di scene di genere attraversate da una sottile critica sociale, che si configura come un tratto saliente della sua produzione.
Le sue origini ticinesi gli impediscono di ricevere nel 1878 il prestigioso premio Principe Umberto, riservato ai cittadini del Regno d'Italia. Nel corso degli anni Ottanta il suo repertorio si diversifica, affiancando paesaggi montani eseguiti en plein air, a scene di vita contadina e ritratti.
Dal 1885 al 1888 è a Parigi dove svolge anche un'intensa attività di illustratore per Alphonse Daudet e Pierre Loti, in particolare. Rientrato a Milano entra in contatto con il poeta Gian Pietro Lucini; un incontro che segna una svolta nelle sue ricerche pittoriche. Ne derivano alcune delle sue tele più celebri ancora di solida impronta verista, ma aggiornate in direzione delle nuove istanze simboliste.
Partecipa costantemente alle principali rassegne espositive italiane e internazionali con dipinti e acquerelli, nel 1921 allestisce una personale alla Galleria Pesaro di Milano. Alla sua scomparsa è ricordato con due mostre postume allestite presso la Società Permanente di Milano e a villa Ciani di Lugano nel 1924.
Le sue tre tele La raccolta delle ostriche, Ritratto della signora Andreazzi e Ritratto della signora Ernestina Bernasconi Rossi, (1911) sono conservate alla Pinacoteca cantonale Giovanni Züst a Rancate.